# الشهيد مهدوي (سفينة حربية)
السفينة اللوجستية شهيد مهدوي: (بالإنجليزية: Shahid Mahdavi)‏ هي سفينة حربية إيرانية متعددة الأغراض عابرة للمحيطات. تحظى بإمكانية نقل وتفعيل مختلف أنواع المروحيات والطائرات المسيرة والمنظومات الصاروخية والدفاعية والرادارية. حيث تم تجهيزها برادار ثلاثي الأبعاد، وصواريخ أرض-أرض، وصواريخ أرض-جو، وأنظمة إتصالات متكاملة متقدمة للغاية. وهذه السفينة بكافة المعدات والتجهيزات، جاهزة للقيام بمهامها في المحيطات والتي تتمثل في إرساء الأمن المستديم للخطوط البحرية وتقديم المساعدة للأساطيل التجارية والصيد في جمهورية إيران ودول المنطقة. وقد تم تصميم وإعادة بناء واستخدام هذه السفينة العسكرية من قِبَل الخبراء والمهندسين في جمهورية إيران. بمصنع معهد الشهيد محلاتي للصناعات البحرية. تتميز السفينة الحربية مهدوي بأنها من النوع الثقيل وبعيدة المدى، بقابلية حمل وتفعيل أنواع الطائرات الايرانية بدون طيار، والطرادات السريعة القاذفة للصورايخ.

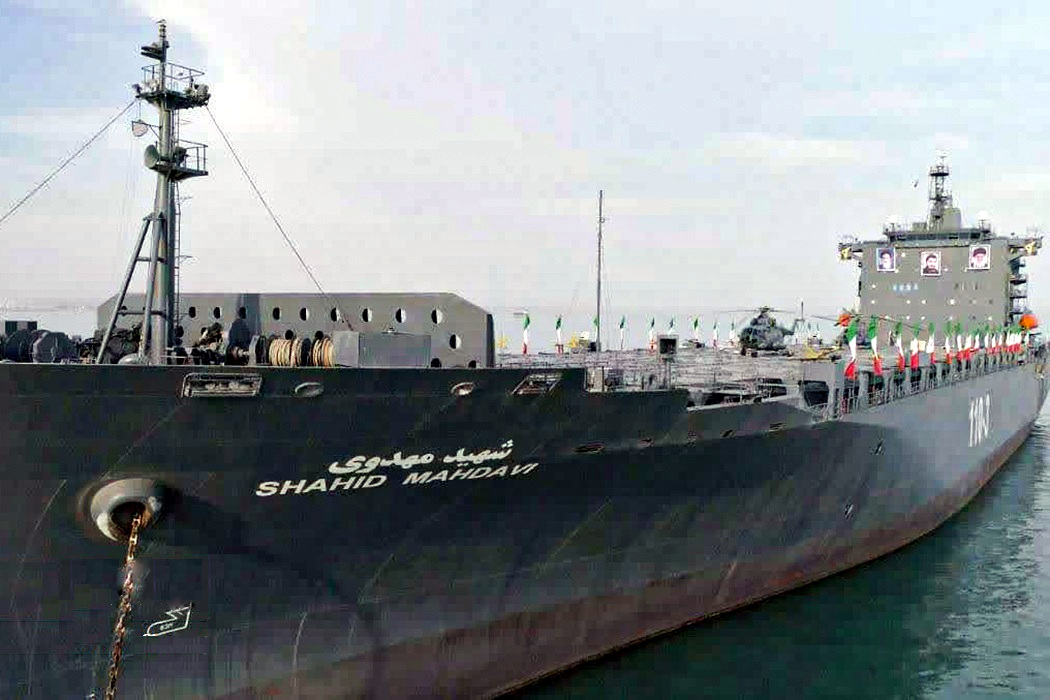
سفينة الشهيد نادر مهدوي الإيرانية العابرة للمحيطات، بمناسبة الإعلان الرسمي عن إنضمامها إلى أسطول الحرس الثوري الإيراني عام 2023م

## تأريخ بناء السفينة
في عام 2022م، حصلت وكالة أسوشيتد برس على صور للأقمار الصناعية تؤكد أن الحرس الثوري الإيراني يبني سفينة دعم جديدة ضخمة بالقرب من مضيق هرمز الإستراتيجي، تحمل إسم (شهيد مهدوي)، في محاولة لتوسيع وجوده البحري في المياه الحيوية لإمدادات الطاقة الدولية وما وراءها، حيث ستعمل سفينة "شهيد مهدوي" كقاعدة كبيرة وعائمة يمكن من خلالها تشغيل القوارب السريعة الصغيرة التي تشكل إلى حدٍ كبير أسطولها. ويبدو أن سفينة الشهيد مهدوي، هي تحديث لسفينة الشحن الإيرانية سارفين، حيث لهما نفس الهيكل والمنحنى. وأظهرت صور الأقمار الصناعية من شركة (Planet Labs PBC) وصول السفينة سارفين إلى حوض الشهيد دارفيشي للصناعات البحرية التابع لوزارة الدفاع الإيرانية، غربي مدينة بندر عباس في أواخر يوليو من عام2022م. وكانت تحتوي السفينة على أسلحة مضادة للطائرات في مقدمتها ومؤخرتها وفقاً لأحد خبراء السفن الحربية. وأظهرت صورة عالية الدقة تم إلتقاطها للحوض، أن سفينة الشهيد مهدوي لا تزال في حوض بناء السفن. وبجوارها مباشرةً إحدى الغواصات الإيرانية الهجومية من (طراز كيلو) التي تعمل بالديزل تخضع لعملية إصلاح شاملة. ومع إنتشار صور سفينة الشهيد مهدوي على الإنترنت، نشرت وكالة أنباء فارس، القريبة من الحرس الثوري، بأنها (مدينة بحرية متنقلة) قادرة على "ضمان أمن الخطوط التجارية الإيرانية، وكذلك حقوق البحارة والصيادين الإيرانيين في أعالي البحار". وقد تم إستخدام مثل هذه السفن كقواعد عائمة في المنطقة من قبل، ولا سيما من قِبَل بحرية الولايات المتحدة خلال ما يسمى (حرب الناقلات) في ثمانينات القرن الماضي، عندما انفجرت الألغام الإيرانية ضد سفن النفط الخام أثناء تلك الحرب، بدأت البحرية الأميركية في مرافقة السفن حتى تخرج من الخليج العربي عبر مضيق هرمز. خلال الصراع حولت القوات الخاصة الأمريكية السفن التجارية إلى قواعد عمليات متقدمة. ولا تزال البحرية الأميركية تعمل بنفس الفكرة حتى اليوم، حيث كانت سفينة (يو إس إس لويس بي بولر)، التي تُعَد أساس الأسطول الخامس في الشرق الأوسط، مصممة كناقلة نفط. وقال مايكل كونيل، الخبير في شؤون جمهورية إيران في مركز التحليلات البحرية ومقره ولاية فرجينيا: "يبدو أن شهيد مهدوي سيتم تكوينه ليكون قاعدة إنطلاق أمامية، على غرار السفينة الأميركية بولر التي شهد الجيش الإيراني فائدتها كمنصة للحرب الإستكشافية وإبراز القوة". ولسنوات، قام الحرس الثوري الإيراني بدوريات في مضيق هرمز والخليج العربي، بينما كانت البحرية الإيرانية تقوم بدوريات في البحار والمحيطات وراءها. من المحتمل أن تمنح هذه السفينة الحرس الثوري القدرة على توسيع وجوده في تلك المياه التي كانت تخضع لدوريات البحرية.

## إنضمام السفينة إلى بحرية الحرس الثوري
تم تجهيز البحرية التابعة للحرس الثوري الإيراني، المسؤولة عن حماية الحدود المائية لجمهورية إيران، يوم الخميس 9 آذار/ مارس 2023م، بسفينة محيطية و99 زورقاً قاذفاً للصواريخ عالية السرعة يصل مداها إلى 180 كيلومتراً. وأُقيم هذا الإحتفال الرسمي بمناسبة إضافة المعدات المتخصصة والدفاعية إلى بحرية الحرس الثوري الإيراني بحضور اللواء حسين سلامي القائد العام للحرس الثوري الإيراني والأدميرال علي رضا تنكسيري قائد القوة البحرية للحرس الثوري الإيراني ومجموعة من كبار القادة العسكريين.

## مواصفات السفينة
تُعَد سفينة أو فرقاطة الشهيد مهدوي قاعدة بحرية متحركة بطول 240 متراً، وعرضها 32 متراً، وزنتها 14 ألف طن، وسعة التحميل القياسي 41 ألف طن من المعدات والأدوات، والقدرة على الإبحار لمسافة 18 ألف ميل بحري، وسرعتها 18 عقدة.

## الخصائص
تم تجهيز السفينة الحربية مهدوي بكافة المعدات والإمكانات اللازمة لتنفيذ مهام بالمحيطات بهدف إيجاد الأمن المستدام للخطوط البحرية وحفظ وصيانة مصالح وموارد جمهورية إيران وعمليات دعم السفن التجارية والصيد التابعة للجمهورية الإسلامية الإيرانية ودول المنطقة، والحضور في المياه البعيدة. فقد تم تزويدها بمعدات قتالية بحرية وجوية، ولديها رادار ثلاثي الأبعاد، وصواريخ أرض-أرض، وصواريخ أرض-جو، وأنظمة إتصالات متكاملة متقدمة للغاية من طراز (جانجال)، وصاروخ كروز بحري يصل مداه إلى أكثر من 700 كيلومتر. كما لديها القدرة على حمل وهبوط وتحليق المروحيات والطائرات بدون طيار، وزوارق الصواريخ عالية السرعة، وأنظمة الصواريخ والدفاع والرادار وإنزال الطرادات المختلفة.

## التسليح
تم تطوير وصناعة السفينة العسكرية الإيرانية مهدوي بمصنع معهد الشهيد محلاتي للصناعات البحرية. وتتسلح هذه السفينة الحربية بمجموعة متنوعة من الصواريخ والمدافع المتطورة إيرانية الصنع، بالإضافة إلى تجهيزها برادار ثلاثي الأبعاد وهذه أهمها:
- صواريخ أرض-أرض، وصواريخ أرض-جو.
- صاروخ كروز بحري يصل مداه إلى أكثر من 700 كيلومتر.[20][21]
- مدفعية مضادة للطائرات طراز (Zu-23-2)، أورليكون، وأورليكون 35 ملم.
- رادار ثلاثي الأبعاد، وهو رادار صفيف مرحلي.[20][21]
- 4 طائرات هليكوبتر محمولة.[22]
- أنواع مختلفة من الطائرات بدون طيار إيرانية الصنع.[23]

## ردود أفعال
الولايات المتحدة
المتحدث بإسم الأسطول الخامس الأميركي:
رفض تيموثي هوكينز، المتحدث بإسم الأسطول الخامس الأمريكي، التعليق على وجه التحديد بشأن هذه السفينة، حيث قال: "نحن حريصون على عدم مناقشة الأمور المتعلقة بالاستخبارات". وأضاف هوكينز: "لكن بشكل عام، فإننا نولي اهتماماً وثيقاً للغاية للبيئة البحرية مع شركائنا الدوليين من أجل الأمن والإستقرار الإقليميين".
معهد واشنطن لسياسة الشرق الأدنى:
قال فرزين نديمي، المشارك في معهد واشنطن لسياسة الشرق الأدنى الذي يدرس الجيش الإيراني: "إنهم ينظرون إلى ما وراء الخليج العربي، في المياه الزرقاء لبحر العرب والبحر الأحمر وشمال المحيط الهندي". وقال نديمي المحلل في معهد واشنطن إن سفينة "شهيد مهدوي" يمكن أن تؤدي دوراً في عمليات التجسس التي يقوم بها الحرس الثوري. كما يمكن تجهيزها بصواريخ بعيدة المدى أيضاً.
وكالة أسوشيتد برس الأمريكية:
بعد أسبوع من تقرير وكالة أنباء فارس التابعة للحرس الثوري الإيراني، حول إنتهاء صنع سفينة الدعم "شهيد مهدوي"، أفادت وكالة أنباء أسوشيتد برس أن هدف الحرس الثوري من صنع هذه السفينة هو نشر زوارق سريعة لمواجهة الأسطول الأميركي وحلفائه في المنطقة. وكتبت أسوشيتيد برس، أن سفينة الدعم "شهيد مهدوي" ربما تكون قد بُنيَت عن طريق تغيير إستخدام سفينة شحن إيرانية تسمى "سروين"، والتي وصلت إلى بندر عباس جنوب جمهورية إيران في يوليو من عام 2022م، ثم قامت بإطفاء جهاز التتبع لديها.
مركز التحليلات البحرية في ولاية فرجينيا:
قال مايكل كونيل، الخبير في شؤون إيران في مركز التحليلات البحرية ومقره ولاية فرجينيا الأمريكية: "يبدو أن شهيد مهدوي سيتم تكوينه ليكون قاعدة إنطلاق أمامية، على غرار السفينة الأميركية "بولر" التي شهد الجيش الإيراني فائدتها كمنصة للحرب الاستكشافية وإبراز القوة".
 إيران
قائد بحرية حرس الثوري الإيراني:
أوضح قائد بحرية الحرس الثوري الإيراني العميد علي رضا تنكسيري في كلمة له خلال مراسم الإعلان الرسمي عن إنضمام سفينة الشهيد مهدوي العسكرية إلى بحرية الحرس الثوري، أن بارجة الشهيد "نادر مهدوي" العملاقة تتمتع بالقدرة على حمل وتشغيل جميع أنواع المروحيات والطائرات بدون طيار، وقاذفات الصواريخ عالية السرعة، وأنظمة الصواريخ والدفاع والرادار. إلى ذلك، أكد الأدميرال علي رضا تنكسيري تزويد سفينتي (طارق وعاشوراء) الحربيتين براجمات صواريخ بالغة الدقة.
وكالة أنباء فارس:
أكدت وكالة أنباء فارس، القريبة من الحرس الثوري، بأن سفينة الشهيد مهدوي الحربية، مدينة بحرية متنقلة وقادرة على ضمان أمن الخطوط التجارية الإيرانية، وكذلك حقوق البحارة والصيادين الإيرانيين في أعالي البحار".